# Patinação artística na Universíada de Inverno de 2011 - Individual masculino
A competição individual masculino da patinação artística na Universíada de Inverno de 2011 foi realizada na GSIM Yenişehir Ice Hockey Hall, em Erzurum, Turquia. O programa curto foi disputado no dia 1 de fevereiro e a patinação livre no dia 2 de fevereiro de 2011.

## Medalhistas
| Ouro   | JPN Nobunari Oda     |
| Prata  | RUS Sergei Voronov   |
| Bronze | JPN Daisuke Murakami |

## Resultados

### Geral
| Pos.              | Nome                  | Nacionalidade    | Pontos | PC         | PL          |
| ----------------- | --------------------- | ---------------- | ------ | ---------- | ----------- |
| Medalha de ouro   | Nobunari Oda          | Japão            | 223.15 | 77.04 (1)  | 146.11 (1)  |
| Medalha de prata  | Sergei Voronov        | Rússia           | 204.54 | 71.98 (3)  | 132.56 (2)  |
| Medalha de bronze | Daisuke Murakami      | Japão            | 202.83 | 76.04 (2)  | 126.79 (5)  |
| 4                 | Guan Jinlin           | China            | 195.74 | 65.58 (4)  | 130.16 (3)  |
| 5                 | Chafik Besseghier     | França           | 186.22 | 57.44 (12) | 128.78 (4)  |
| 6                 | Denis Leushin         | Rússia           | 181.93 | 63.91 (5)  | 118.02 (7)  |
| 7                 | Paolo Bacchini        | Itália           | 180.53 | 59.38 (10) | 121.15 (6)  |
| 8                 | Laurent Alvarez       | Suíça            | 174.37 | 59.68 (8)  | 114.69 (8)  |
| 9                 | Yannick Ponsero       | França           | 172.30 | 61.85 (7)  | 110.45 (11) |
| 10                | Pavel Kaška           | República Tcheca | 167.30 | 57.65 (11) | 109.65 (12) |
| 11                | Thomas Sosniak        | França           | 164.76 | 53.65 (14) | 111.11 (10) |
| 12                | Stanislav Pertsov     | Ucrânia          | 161.16 | 59.50 (9)  | 101.66 (14) |
| 13                | Xu Zuoren             | China            | 160.90 | 56.91 (13) | 103.99 (13) |
| 14                | Javier Raya           | Espanha          | 152.11 | 39.99 (25) | 112.12 (9)  |
| 15                | Stéphane Walker       | Suíça            | 147.22 | 51.55 (15) | 95.67 (15)  |
| 16                | Mario-Rafael Ionian   | Áustria          | 146.56 | 50.89 (16) | 95.67 (16)  |
| 17                | Dmytro Ihnatenko      | Ucrânia          | 140.37 | 45.02 (17) | 95.35 (17)  |
| 18                | Kutay Eryoldas        | Turquia          | 136.83 | 42.76 (20) | 94.07 (18)  |
| 19                | Kevin Alves           | Brasil           | 134.42 | 43.25 (18) | 91.17 (19)  |
| 20                | Anton Truvé           | Suécia           | 128.68 | 41.94 (21) | 86.74 (20)  |
| 21                | Engin Ali Artan       | Turquia          | 125.97 | 40.91 (24) | 85.06 (21)  |
| 22                | Takuya Kondoh         | Japão            | 124.35 | 41.65 (22) | 82.70 (22)  |
| 23                | Ali Demirboga         | Turquia          | 123.69 | 43.22 (19) | 80.47 (24)  |
| 24                | Fabio Mascarello      | Itália           | 117.92 | 37.37 (26) | 80.55 (23)  |
| 25                | Samuli Tyyskä         | Finlândia        | 116.83 | 41.60 (23) | 75.23 (27)  |
| 26                | Saulius Ambrulevičius | Lituânia         | 114.42 | 36.35 (27) | 78.07 (25)  |
| 27                | Alexei Mialionkhin    | Bielorrússia     | 112.85 | 35.59 (28) | 77.26 (26)  |
| 28                | Adrian Alvarado       | México           | 77.94  | 29.35 (31) | 48.59 (28)  |
| 29                | Adil Zharbolov        | Cazaquistão      | 77.48  | 31.72 (30) | 45.76 (29)  |
| 30                | Hung-Wen Tien         | Taipé Chinesa    | 68.57  | 27.52 (32) | 41.05 (30)  |
| WD                | Ivan Bariev           | Rússia           | —      | 62.11 (6)  | — (WD)      |
| WD                | Artem Khramov         | Cazaquistão      | —      | 33.23 (29) | — (WD)      |
| WD                | Boris Martinec        | Croácia          | —      | — (WD)     |             |

Legenda
| Recorde mundial      | Recorde mundial (World record)               |                       | Recorde africano                      | Recorde africano (African) |                                           | Q | Classificado por posição (Qualified) |
| Recorde olímpico     | Recorde olímpico (Olympic record)            | Recorde da América    | Recorde da América (Americas)         | q                          | Classificado por melhor tempo (Qualified) |   |                                      |
| Melhor marca do ano  | Melhor marca do ano (World leading)          | Recorde asiático      | Recorde asiático (Asian)              | DNS                        | Não largou (Did not start)                |   |                                      |
| Recorde nacional     | Recorde nacional (National record)           | Recorde europeu       | Recorde europeu (European)            | DNF                        | Não terminou (Did not finish)             |   |                                      |
| Recorde pessoal      | Recorde pessoal do atleta (Personal best)    | Recorde da Oceania    | Recorde da Oceania (Oceania)          | DSQ / DQ                   | Desclassificado (Disqualified)            |   |                                      |
| Recorde da temporada | Recorde da temporada do atleta (Season best) | Recorde sul-americano | Recorde sul-americano (South America) | NM                         | Sem marca (No mark)                       |   |                                      |